# Kierki
Kierki (staropol. chapanka) – gra w karty dla 4 osób. Jedna z najstarszych polskich gier w karty. Istnieje kilkanaście znanych wersji. Celem gry jest zdobycie jak najmniejszej liczby punktów poprzez unikanie zebrania kart punktowanych lub zdobycie wszystkich punktowanych kart. Są to wszystkie kiery (♥️️) oraz D♠️️ W♦️ K♥️️ i inne damy, walety i króle, punktowana też jest sama lewa oraz karne lewy np. 7 i 13 lub dwie ostatnie.

## Reguły gry kierek greckich znane z systemu Windows

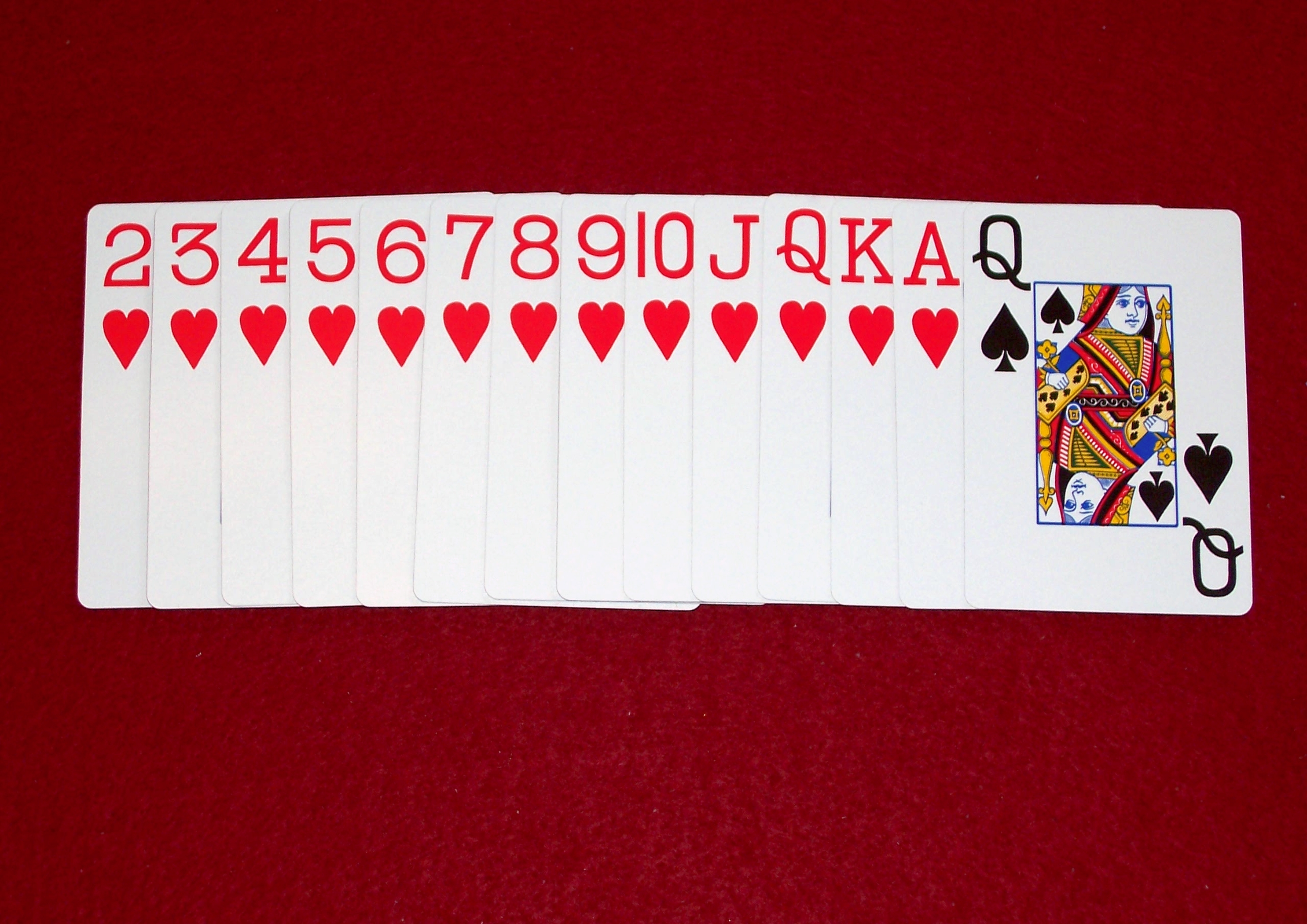
Karty punktowane

Po rozdaniu kart każdy gracz wybiera trzy swoje karty i podaje je innemu graczowi. Gracz musi wybrać karty do przekazania przed obejrzeniem kart, które sam dostał. Po przekazaniu kart gracz posiadający 2♣️️ kładzie ją na stół rozpoczynając tym samym pierwszą lewę. Każdą lewę zdobywa gracz dający najwyższą kartę tego samego koloru co karta rozpoczynająca lewę. Należy grać do koloru. Jeśli gracz nie ma karty pasującej kolorem, to może rzucić kartę dowolnego koloru. Po zakończeniu rozdania graczom dopisuje się 1 punkt za zebranego kiera ♥️️ oraz 13 punktów graczowi, który zdobył D♠️️. Wyjątkiem jest zdobycie premii – zebranie wszystkich punktowanych kart. W zależności od wersji, zdobywcy premii odpisuje się 26 punktów lub wszystkim jego przeciwnikom dopisuje się owe 26 punktów. Jeżeli po zakończeniu rozdania dowolny gracz przekroczył określoną liczbę punktów (zwykle 100), to gra jest zakończona i wygrywa osoba z najmniejszą liczbą punktów. W przeciwnym wypadku następuje następne rozdanie.

## Odmiana zastosowana w serwisieKurnik.pl
Informacje podstawowe
Gra przeznaczona jest dla 3–4 osób.
W grze biorą udział wszystkie 52 karty od 2 do asa.
Pełna rozgrywka składa się z 11 rozdań.
W każdym rozdaniu jeden z graczy jest rozdającym karty. W pierwszym rozdaniu jest nim losowo wybrany gracz; w każdym następnym -- osoba siedząca po lewej stronie gracza ostatnio rozdającego.
Karty są rozdzielane po równo między wszystkich graczy; przy grze w trzy osoby z talii usuwa się 2♣️️.

### Rozgrywka (rozdania 1–7)
Jako pierwsza kartę wykłada osoba siedząca po lewej stronie rozdającego, po czym karty wykładają kolejno (zgodnie z ruchem wskazówek zegara) pozostali gracze. Istnieje obowiązek dokładania kart do koloru; jeśli gracz nie ma kart w wymaganym kolorze, może rzucać w dowolnym.
Komplet czterech kart (bądź trzech – w zależności od liczby graczy), wyłożonych kolejno po jednej przez każdego z graczy, to lewa. Gracz, który wyłożył najstarszą kartę w kolorze karty wyjściowej, bierze lewę i wychodzi jako pierwszy do następnej. Starszeństwo kart w kolejności od najmłodszej do najstarszej przedstawia się następująco: 2 3 4 … 9 10 W D K A.
W grze nie ma obowiązku przebijania kartą starszą.
W kolejnych rozdaniach chodzi o unikanie brania określonych lew, za które zdobywa się punkty ujemne.
- rozdanie 1. -- bez lew; -20 pkt. za każdą wziętą lewę
- rozdanie 2. -- bez kierów; -20 pkt. za każdego wziętego kiera
- rozdanie 3. -- bez dam; -60 pkt. za każdą wziętą damę
- rozdanie 4. -- bez panów; -30 pkt. za każdego wziętego króla lub waleta
- rozdanie 5. -- bez K♥️️, -150 za jego wzięcie
- rozdanie 6. -- bez siódmej i ostatniej lewy, po -75 pkt. za każdą z nich
- rozdanie 7. (tzw. rozbójnik) -- wszystkie ograniczenia z rozdań 1-6.

W rozdaniach 2., 5. i 7. nie można wychodzić w kiery, jeśli ma się karty innego koloru.
W grze w trzy osoby obowiązuje nieznacznie zmieniona punktacja: -15 pkt. za lewę (rozdanie 1. i 7.), -140 pkt. za króla kier (rozdanie 5. i 7.), -70 pkt. za siódmą i ostatnią lewę (rozdanie 6. i 7.).

### Odgrywka
Po siedmiu rozdaniach, w których zdobywa się tylko punkty ujemne, następuje tzw. odgrywka, która pozwala na zdobycie punktów dodatnich. Odgrywka składa się z rozgrywki atutowej oraz tzw. loteryjki.
Rozgrywka atutowa składa się z tylu rozdań, ilu jest graczy. W każdym z nich rozdający określa na podstawie pierwszych pięciu (w grze w trzy osoby sześciu) rozdanych kart, jaki kolor atutowy będzie obowiązywał w danym rozdaniu. Istnieje obowiązek dokładania kart do koloru, nie ma jednak obowiązku przebijania atutem w przypadku braku kart w kolorze wyjścia.
Gracze otrzymują po +25 pkt. za każdą wziętą lewę (w grze w trzy osoby +20 pkt.)
Loteryjka składa się z jednego rozdania, w którym celem graczy jest jak najszybsze pozbycie się kart z ręki.
Jako pierwszy (dowolną) kartę wykłada rozdający, po nim gracze dokładają po jednej karcie kolejno, zgodnie z ruchem wskazówek zegara. Dokładać można albo kartę o tej samej wartości, co pierwsza wyłożona karta, albo kartę w jednym z wyłożonych już kolorów o wartości o jeden większej niż największa wyłożona karta w danym kolorze bądź o wartości o jeden mniejszej niż najniższa (w danym kolorze). Jeśli gracz nie może dołożyć karty w żaden sposób, traci kolejkę; jeśli może dołożyć, musi to zrobić (pasowanie nie jest dozwolone).
Karty układane są kolorami w czterech kolumnach w ten sposób, że najniższa karta znajduje się na samym dole, a najwyższa -- na samej górze.
Punkty za loteryjkę: gracz który pierwszy pozbył się kart +800 pkt., gracz, który pozbył się jako drugi +500 pkt. (w grze w trzech graczy liczby te wynoszą odpowiednio +790 i +485).

### Zakończenie
Gracz, który zdobędzie największą liczbę punktów, wygrywa (jeśli największą liczbę zdobędzie dwóch lub więcej graczy, następuje remis).

## Odmiany
Kierki greckie, czarna mańka, king, loteryjka, kierki polskie, kierki amerykańskie i inne. Często przyjmowane dodatkowe zasady to:
- gracz nie może zagrać kartą punktowaną na stół w pierwszej lewie;
- gracz nie może rozpocząć lewy od kiera, jeżeli żaden z graczy nie dodał już kiera (do wcześniejszej lewy);
- gracz musi zagrać D♠️️ przy pierwszej możliwości pozbycia się jej przez niewzięcie lewy (np. gdy lewę rozpoczął as pik).

Przed rozpoczęciem gry warto ustalić, które z tych przepisów mają być stosowane.
Spotyka się także odmianę gry dla 3 osób.